# Heterodoassansia hottoniae
Heterodoassansia hottoniae är en svampart som först beskrevs av Emil Rostrup, och fick sitt nu gällande namn av Vánky 1993. Heterodoassansia hottoniae ingår i släktet Heterodoassansia och familjen Doassansiaceae.   Inga underarter finns listade i Catalogue of Life.